# Ladoga parva
Ladoga parva är en fjärilsart som beskrevs av Rocci 1940. Ladoga parva ingår i släktet Ladoga och familjen praktfjärilar. Inga underarter finns listade i Catalogue of Life.